# Beatty (Ohio)
Beatty é uma comunidade não incorporada no Condado de Clark, no estado americano de Ohio.

## História
Beatty era originalmente chamado de Chambersburg; o nome actual foi adoptado aquando da instalação do correio. Uma agência postal chamada Beatty foi criada em 1888 e permaneceu em operação até 1910.